# Acanthocyclops parcus
Acanthocyclops parcus – gatunek widłonoga z rodziny Cyclopidae. Opisał go w 1882 roku Clarence Luther Herrick, nadając mu nazwę Cyclops parcus. 